# Hugh Carthy
Hugh John Carthy (Preston, 9 luglio 1994) è un ciclista su strada britannico che corre per il team EF Education-EasyPost. Professionista dal 2015, ha caratteristiche di scalatore. Ha vinto la tappa dell'Angliru alla Vuelta a España 2020.

## Palmarès
- 2014 (Rapha Condor JLT, due vittorie)

7ª tappa Tour de Korea (Pyeongchang Alpensia > Pyeongchang Jin-Gogea)
Classifica generale Tour de Korea
- 2016 (Caja Rural-Seguros RGA, due vittorie)

1ª tappa Vuelta a Asturias (Oviedo > Alto del Acebo)
Classifica generale Vuelta a Asturias
- 2019 (EF Education First, una vittoria)

9ª tappa Tour de Suisse (Goms > Goms)
- 2020 (EF Pro Cycling, una vittoria)

12ª tappa Vuelta a España (Pola de Laviana > Alto de El Angliru)
- 2021 (EF Education-Nippo, una vittoria)

5ª tappa Vuelta a Burgos (Comunero de Revenga > Lagunas de Neila)

### Altri successi
- 2014 (Rapha Condor JLT)

Prologo Mzansi Tour (Johannesburg > Johannesburg, cronosquadre)
Classifica giovani Tour of Japan
Classifica scalatori Tour of Japan
Classifica giovani Tour de Korea
- 2015 (Caja Rural-Seguros RGA)

Classifica giovani Tour du Gévaudan Languedoc-Roussillon
- 2016 (Caja Rural-Seguros RGA)

Classifica giovani Volta Ciclista a Catalunya
Classifica giovani Vuelta a Asturias
- 2018 (Team EF Education First-Drapac)

Classifica scalatori Colorado Classic
- 2019 (EF Education First)

Classifica scalatori Tour de Suisse

## Piazzamenti

### Grandi Giri
- Giro d'Italia

2017: 92º
2018: 77º
2019: 11º
2021: 8º
2022: 9º
2023: non partito (19ª tappa)
- Tour de France

2020: 37º
- Vuelta a España

2016: 125º
2019: ritirato (6ª tappa)
2020: 3º
2021: ritirato (7ª tappa)
2022: 24º
2023: 23º

### Classiche monumento
- Giro di Lombardia

2017: ritirato
2019: ritirato

### Competizioni mondiali
- Campionati del mondo

Innsbruck 2018 - In linea Elite: 66º
Imola 2020 - In linea Elite: ritirato